# Harlekinpiga
Harlekinpiga (Harmonia axyridis) är en skalbaggsart inom familjen nyckelpigor (Coccinellidae).

## Utbredning
Det naturliga utbredningsområdet är östra Asien, men i och med att den används som biologisk bekämpning mot bladlöss i växthus har den fått spridning även i andra världsdelar. Den började säljas i mitten av 1990-talet i några öst- och sydeuropeiska länder. Den har etablerats och fått spridning även norr om Alperna. Redan 2001 upptäcktes de första acklimatiserade exemplaren i Belgien. Andra länder har därefter i rask följd gjort liknande observationer: Tyskland, Nederländerna, Frankrike, Storbritannien, Luxemburg och Schweiz. I Norge och Danmark påträffades den första gången 2006. I maj 2007 gjordes det första svenska fyndet av denna art, i Malmö. Den är bofast på Öland, och förekommer i Halland och på Gotland.
Harlekinpigan orsakar problem vad gäller biodiversitet, eftersom den använder sig av ett starkt gift som den kan utsöndra för att bekämpa sina konkurrenter. Den kan konkurrera ut inhemska arter av nyckelpigor och även andra bladlusätande insekter, särskilt när bladlössen börjar ta slut. Därför klassas den av forskare i Belgien (sedan 2008) och Tyskland som invasiv art. Norska naturvårdsverket uppmanade Oslobor att döda nyckelpigan redan år 2008. Svenska Jordbruksverket säger att den är ett hot i Sverige.
I Nordamerika, där den har förekommit vilt sedan slutet av 1980-talet, är de negativa konsekvenserna bättre kända. På sina håll har den blivit den dominerande nyckelpigearten.

## Kännetecken
Harlekinpigan kan vara svår att känna igen på grund av sina många olika färgkombinationer. Vanligen har den 0–19 svarta prickar på orange eller röd botten eller 2–4 orange eller röda fläckar på svart botten, men det finns fler varianter. Även halssköldens teckning varierar. Det kan vara ett svart mönster på ljus botten som liknar en kattass, ett M (eller W) eller en parallelltrapets. 
De nyckelpigearter som är lättast att förväxla med den är Adalia bipunctata, Adalia decempunctata och Harmonia quadripunctata. Den sistnämnda är en nära släkting som förekommer naturligt i europeisk fauna. 
Det som framförallt utmärker Harlekinpigan är storleken. Den kan bli upp till 8 mm och är därmed störst vid sidan av Ögonfläckig nyckelpiga, Anatis ocellata. Andra särskiljande drag är att formen på den är något rundare än hos andra arter och att täckvingarna har ett veck någon mm från den bakre kanten.
Larven är lättare att känna igen, särskilt i sina sista utvecklingsstadier. Kroppen är svart till mörkt gråblå och täckt med mjuka taggar. Den har två parallella band på kroppen där segment 1–5 är orangefärgade. Mellan dessa band har segment 4–5 vardera två ljusare orangefärgade taggar.
Larven hos Harmonia quadripunctata är mycket lik, men skiljer sig såtillvida att den inte har orange färg på kroppens femte segment. För att särskilja denna art från Harlekinpigan är det säkrast att se till dess levnadssätt. Den lever enbart i barrskogar och letar sig inte in i hus.

## Skadeinsektsbekämpare
Att Harlekinpigan blivit ett populärt biologiskt bekämpningsmedel har flera förklaringar. Den är mycket glupsk och klarar sig bra i skiftande livsmiljöer. Dessutom är den enkel att föda upp. Den har mycket bra fortplantningsförmåga och är en allätare som kan matas med annat än just levande bladlöss. Det här gör produktionskostnaden lägre än för andra nyckelpigearter som också används inom biologisk bekämpning, till exempel Adalia bipunctata.
Dess huvudsakliga föda är bladlöss men den äter även andra mjuka insekter som bladloppor (Psyllidae) och sköldlöss (Coccidae) eller ägg och larver av vivlar (Curculionidae), fjärilar (Lepidoptera) och bladbaggar (Chrysomelidae).
Användandet av Harlekinpigan inom biologisk bekämpning har dock fått oönskade effekter. Det man ser är att den med sitt aggressiva beteende och sin anpassningsbarhet snabbt etablerar sig i den naturliga faunan och att den tränger ut andra arter.
I födan ingår inte bara skadeinsekter, utan även ägg och larver av andra insekter som också livnär sig på bladlöss, som stinksländor (Chrysopidae), blomflugor (Syrphidae) och nyckelpigor (Coccinellidae) – antingen av den egna arten eller av andra arter. Denna förmåga att eliminera dem som konkurrerar om samma utrymme samtidigt som den tillgodogör sig näring ger den ett övertag gentemot andra arter.

## Skadeinsekt
På de platser där Harlekinpigan i dag förekommer vilt betraktar man den alltmer som en skadeinsekt. En anledning är att den på hösten i stora svärmar söker sig in i bostadshus. Värst drabbade tycks de vara som bor i hus med en ljus fasad och ett öppet fält framför.
Nyckelpigorna kan även innebära en ekonomisk förlust för jordbrukare. Inför vintern behöver nyckelpigorna nämligen lagra socker och det hittar de på fruktodlingar. De lär inte göra någon skada på själva frukterna, men när dessa sen samlas in för exempelvis vinframställning, kan förekomsten av nyckelpigor förstöra smaken.

## Konsekvenser
Än så länge är det svårt att säga vilka ekologiska konsekvenser utvecklingen kommer att få. En undersökning i Belgien visar att det framförallt är nyckelpigearter som är starkt specialiserade på en viss sorts föda eller livsmiljö vars existens kan komma att hotas.
Olika försök görs för att hejda utbredningen. Ett är att reglera användningen av Harlekinpigan som bladlusbekämpare. I Sverige gör man det, men i Frankrike säljs en särskilt framavlad sort som inte kan flyga – Coccibelle®.
Det här kan vara i strid mot ett EU-direktiv (92/43/EEG), där det sägs att medlemsstaterna ska "säkerställa att avsiktligt införande i naturen av arter som inte är inhemska på deras territorium regleras på så sätt att varken livsmiljöerna i sitt naturliga utbredningsområde eller inhemska vilda djur och växter tar skada och, om de anser det nödvändigt, förbjuda detta införande".
De nyckelpigor som nu sprider sig i utifrån centrala Europa härrör dock troligtvis från de kolonier som planterades ut på 90-talet.
I de länder där nyckelpigan redan fått fäste inser man att det i dagsläget inte finns så mycket man kan göra åt situationen. Det finns en förhoppning om att man ska kunna simulera de doftferomoner som gör att harlekinnyckelpigorna samlas på hösten innan de går i vinterdvala. En del forskning görs omkring detta.

## Bildgalleri

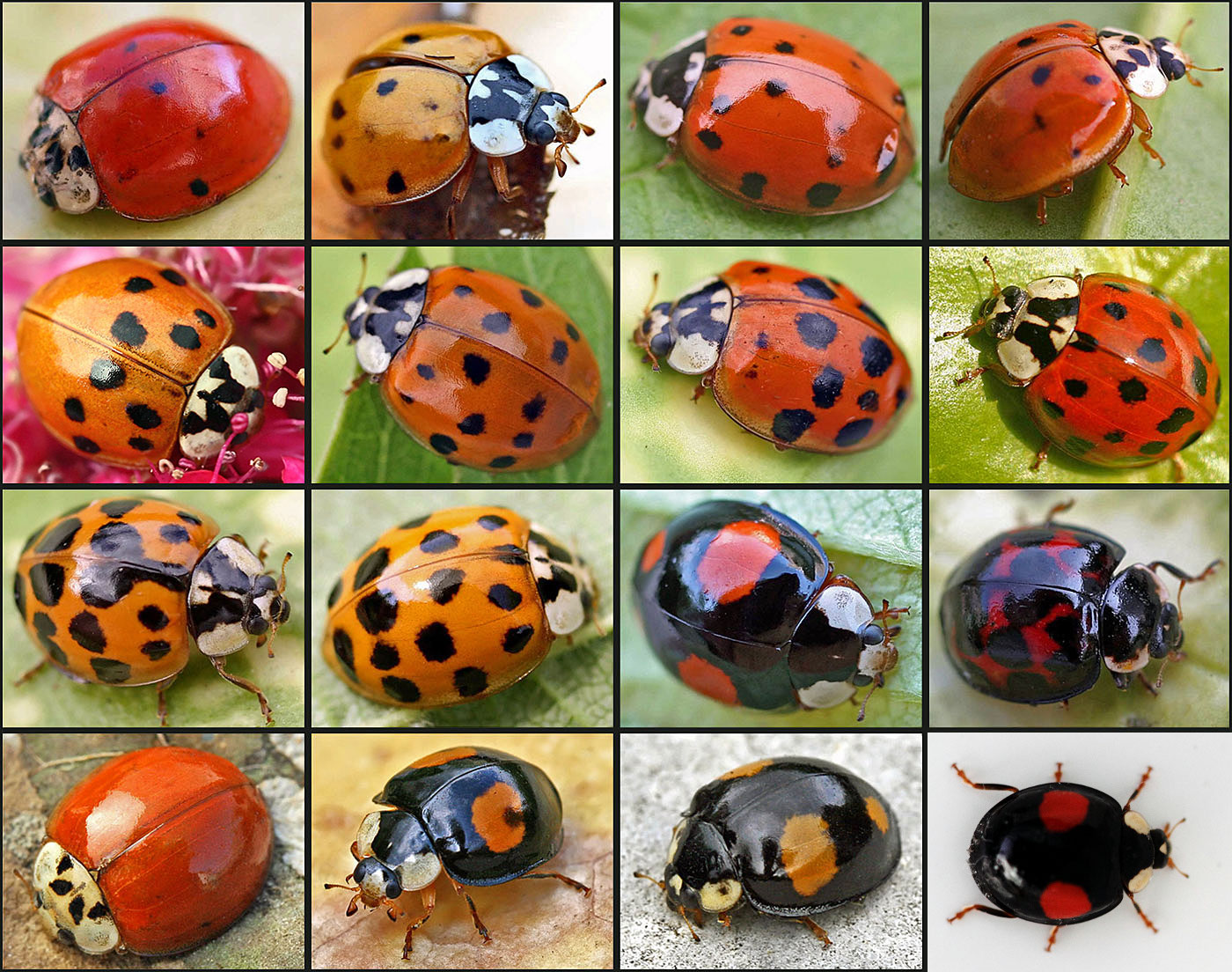
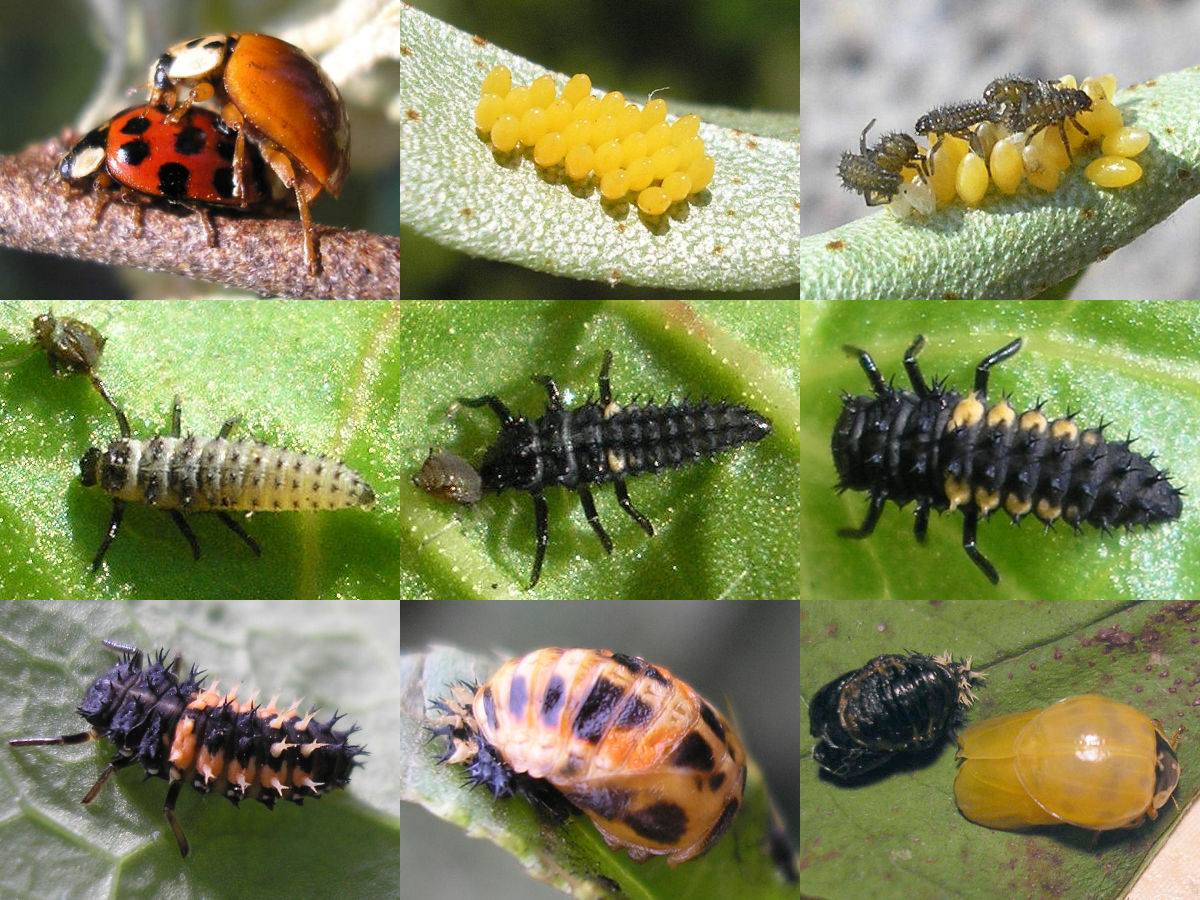